# 멀티 급속충전 시스템
멀티 급속충전 시스템(영어: Multi High-Speed Charging System)은 800V 고전압 충전기와 400V 급속 충전기를 별도 부품 없이 함께 이용할 수 있는 전기차 충전 기술이다.

## 상세
멀티 급속충전 시스템은 기존 온보드 차저와 같은 별도의 컨버터가 필요 없으며, 차량 구동 모터와 인버터를 통해 400V 전압을 800V로 승압 가능하다. 배터리 80% 충전 소요시간은 기존 급속충전 32분에서 약 18분으로 단축됐다. 멀티 급속충전 시스템은 현대자동차의 E-GMP에 적용되었다. 

## 수상
- 2021년 최우수 IR52 장영실상(대통령상) 수상

## 같이 보기
- 현대자동차
- 아이오닉 5
- E-GMP